# Luzia Zberg
Luzia Zberg (Altdorf, 18 januari 1970) is een Zwitsers voormalig wielrenster. Ze was viervoudig nationaal kampioen op de weg , en tweemaal nationaal kampioen tijdrijden. Op de Olympische zomerspelen van 1992 in Barcelona behaalde ze de achtste plaats bij de wegrit. Ze won de wielerwedstrijd GP Chiasso tweemaal, in 1991 en 1994.

## Privé
Luzia is de oudere zus van de wielrenners Beat Zberg en Markus Zberg.